# La Puente
La Puente ist eine Stadt im Los Angeles County, US-Bundesstaat Kalifornien, Vereinigte Staaten. Das U.S. Census Bureau hat bei der Volkszählung 2020 eine Einwohnerzahl von 38.062 ermittelt.

## Geschichte
Die Geschichte des Ortes beginnt 1841, als europäische Siedler, aus New Mexico kommend, die „Rancho La Puente“ gründeten.
Die Stadt wurde bekannt durch die größte Walnussfabrik der Welt. Heute erinnern noch einige Museen wie das „Workman Museum“ und das „Temple Family Homestead Museum“ an die Geschichte des Ortes.

## Lage
La Puente liegt etwa 20 Meilen (32 Kilometer) östlich von Downtown Los Angeles im San Gabriel Valley. Es grenzt an Avocado Heights, Industry, South San Jose Hills, Valinda, West Covina und an West Puente Valley.

## Berühmte Einwohner
Die mexikanische Frauenfußballnationalspielerin Renae Cuéllar (* 1990) lebt in La Puente.

## Nachweise
1. ↑  City Council - City of La Puente. In: lapuente.org. Abgerufen am 8. April 2023 (englisch).
2. ↑  Explore Census Data Total Population in La Puente city, California. Abgerufen am 3. Februar 2023.
3. ↑  Homepage von La Puente
4. ↑  La Puente im Projekt Mapping L.A. der Los Angeles Times